# Guarea zarceroensis
Guarea zarceroensis är en tvåhjärtbladig växtart som beskrevs av Coronado. Guarea zarceroensis ingår i släktet Guarea och familjen Meliaceae. Inga underarter finns listade i Catalogue of Life.